# Tauernbahn
| Railjet 793 bei Bad Hofgastein. | |                                                        |                                                        |
| | |                                                        |                                                        |
| Streckennummer (ÖBB): | 222 01 |                                                        |                                                        |
| Kursbuchstrecke (ÖBB): | 220 |                                                        |                                                        |
| Streckenlänge: | 79 km |                                                        |                                                        |
| Spurweite: | 1435 mm (Normalspur) |                                                        |                                                        |
| Stromsystem: | 15 kV / 16,7 Hz ~ |                                                        |                                                        |
| Maximale Neigung: | 30 ‰ |                                                        |                                                        |
| Minimaler Radius: | 247 m |                                                        |                                                        |
| Streckengeschwindigkeit: | 130 km/h |                                                        |                                                        |
| Zweigleisigkeit: | * Schwarzach-St. V. – Loifarn-Süd (5,4 km) * Abzw Loifarn 1 – Abzw Bad Hofg. 1 (13,3 km) * Angertal – Abzw Angertal 1 (2,3 km) * Böckstein – Spittal-Millstättersee (46,5 km) |                                                        |                                                        |
| | |                                                        |                                                        |
| \| \| \| Salzburg-Tiroler-Bahn von Salzburg \| \| \| \| 0,000 \| Schwarzach-St. Veit \| Schwarzach-St. Veit \| \| \| \| Salzburg-Tiroler-Bahn nach Wörgl \| \| \| \| \| \| \| \| \| 1,840 \| Untersberg-Tunnel (270 m/179 m) \| Untersberg-Tunnel (270 m/179 m) \| \| \| 2,556 \| Birgl-Tunnel (960 m) \| Birgl-Tunnel (960 m) \| \| \| 4,273 \| Kenlach-Tunnel (314 m/99 m) \| Kenlach-Tunnel (314 m/99 m) \| \| \| \| \| \| \| \| 5,431 \| Loifarn (seit 2006 kein PV) \| Loifarn (seit 2006 kein PV) \| \| \| 6,800 \| Loifarn-Süd \| Loifarn-Süd \| \| \| 7,1037,422 \| Fehlerprofil (-319 m) \| Fehlerprofil (-319 m) \| \| \| 7,416 \| Unterer Klamm-Tunnel (739,38 m) \| Unterer Klamm-Tunnel (739,38 m) \| \| \| 8,200 \| Oberer Klamm-Tunnel (744,01 m) \| Oberer Klamm-Tunnel (744,01 m) \| \| \| 9,2929,337 \| Abzw Loifarn 1 (Fehlerprofil (-45 m)) \| Abzw Loifarn 1 (Fehlerprofil (-45 m)) \| \| \| \| Klammstein (01.06.1991 aufgelassen) \| \| \| \| \| Gasteiner Ache \| \| \| \| 14,313 \| Dorfgastein \| Dorfgastein \| \| \| 19,281 \| Bad Hofgastein \| Bad Hofgastein \| \| \| 22,360 \| Bad Hofgastein-Haltestelle \| Bad Hofgastein-Haltestelle \| \| \| 22,570 \| Abzw Bad Hofgastein 1 \| Abzw Bad Hofgastein 1 \| \| \| \| Steinbach-Viadukt (110 m) \| \| \| \| \| Pyrker-Viadukt (77 m) \| \| \| \| \| Weitmoser-Viadukt (94 m) \| \| \| \| \| Hundsdorfer-Viadukt (101 m) \| \| \| \| \| Schlossbach-Viadukt (53 m) \| \| \| \| 25,065 \| Abzw Bad Hofgastein 2 \| Abzw Bad Hofgastein 2 \| \| \| \| \| \| \| \| 25,132 \| Angerschluchtbrücke Neue Brücke (138 m) \| Angerschluchtbrücke Neue Brücke (138 m) \| \| \| \| \| \| \| \| \| \| \| \| \| 25,390 \| Angertal (seit 2006 kein PV) \| Angertal (seit 2006 kein PV) \| \| \| 27,767 \| Abzw Bad Hofgastein 4 \| Abzw Bad Hofgastein 4 \| \| \| 27,84027,900 \| Fehlerprofil (-60 m) \| Fehlerprofil (-60 m) \| \| \| 30,078 \| Bad Gastein \| Bad Gastein \| \| \| 30,474 \| Nassfelder Ache \| Nassfelder Ache \| \| \| ~33,1 \| Böckstein-Haltestelle (1990 aufgelassen) \| Böckstein-Haltestelle (1990 aufgelassen) \| \| \| 33,622 \| Anlaufbach \| Anlaufbach \| \| \| \| \| \| \| \| \| Gasteiner Straße (B 167) \| \| \| \| \| \| \| \| \| 34,183 \| Böckstein (Autoverladung ) \| Böckstein (Autoverladung ) \| \| \| 34,20034,204 \| Fehlerprofil (-4 m) \| Fehlerprofil (-4 m) \| \| \| 34,816 \| Tauerntunnel (8370 m) \| 1226 m ü. A. \| \| \| \| Landesgrenze Salzburg / Kärnten \| \| \| \| 43,187 \| \| \| \| \| \| Tauerntunnel (2001 aufgelassen) \| \| \| \| 43,347 \| Mallnitz-Hintertal \| Mallnitz-Hintertal \| \| \| 43,541 \| Seebach \| Seebach \| \| \| 45,110 \| Mallnitz-Nord \| Mallnitz-Nord \| \| \| \| \| \| \| \| 45,932 \| Mallnitz-Obervellach (ehem. Mallnitz) (Autoverladung ) \| Mallnitz-Obervellach (ehem. Mallnitz) (Autoverladung ) \| \| \| \| \| \| \| \| 46,00046,862 \| Fehlerprofil (-862 m) \| Fehlerprofil (-862 m) \| \| \| \| \| \| \| \| \| Dösen-Tunnel (891,19 m) \| \| \| \| 47,635 \| Kaponig-Tunnel (5096 m) \| Kaponig-Tunnel (5096 m) \| \| \| 51,738 \| Üst Mallnitz-Obervellach 2 \| Üst Mallnitz-Obervellach 2 \| \| \| 51,767 \| Kaponig (ehem. Obervellach; 1999 aufgelassen) \| Kaponig (ehem. Obervellach; 1999 aufgelassen) \| \| \| 52,731 \| \| \| \| \| \| Oberer Kaponig-Tunnel (236,05 m) \| \| \| \| \| Rettungsstollen \| \| \| \| 52,842 \| Ochenig-Tunnel (690 m) \| Ochenig-Tunnel (690 m) \| \| \| \| Unterer Kaponig-Tunnel (789,22 m) \| \| \| \| \| Oberer Lindisch-Tunnel (260 m) \| \| \| \| 54,537 \| Kofelwand Lawinenschutzgalerie I (63 m) \| Kofelwand Lawinenschutzgalerie I (63 m) \| \| \| 54,647 \| Kofelwand Lawinenschutzgalerie II (33 m) \| Kofelwand Lawinenschutzgalerie II (33 m) \| \| \| 54,861 \| Lindischgraben-Brücke (283 m) \| Lindischgraben-Brücke (283 m) \| \| \| \| Unterer Lindisch-Tunnel (379 m) \| \| \| \| 55,819 \| Oberfalkenstein (15.12.2019 aufgelassen) \| Oberfalkenstein (15.12.2019 aufgelassen) \| \| \| \| Leutschacher-Tunnel (247 m) \| \| \| \| \| Falkenstein-Tunnel (67 m) \| \| \| \| \| Gratschacher Viadukt (69 m) \| \| \| \| 56,159 \| Falkenstein-Brücke (396 m) \| Falkenstein-Brücke (396 m) \| \| \| \| Gratschacher-Tunnel (357 m) \| \| \| \| 56,369 \| Gratschacher Lawinenschutzgalerie (98 m)[1] \| Gratschacher Lawinenschutzgalerie (98 m)[1] \| \| \| 57,495 \| Pfaffenberg-Zwenberg-Brücke (377 m) \| Pfaffenberg-Zwenberg-Brücke (377 m) \| \| \| \| Pfaffenberg-Tunnel (499 m) \| \| \| \| \| Zwenberg-Tunnel (391 m) \| \| \| \| \| \| \| \| \| 57,94258,300 \| Fehlerprofil (-358 m) \| Fehlerprofil (-358 m) \| \| \| 58,417 \| Penk (seit 15.12.2019 kein PV) \| Penk (seit 15.12.2019 kein PV) \| \| \| 59,623 \| Mölltheuergrabenbrücke (94 m) \| Mölltheuergrabenbrücke (94 m) \| \| \| 60,236 \| Litzelsdorfergrabenbrücke (185 m) \| Litzelsdorfergrabenbrücke (185 m) \| \| \| 62,752 \| Rieckenbach-Brücke (190 m) \| Rieckenbach-Brücke (190 m) \| \| \| 64,790 \| Kolbnitz \| Kolbnitz \| \| \| 69,124 \| Üst Kolbnitz 2 (ehemals Bf. Mühldorf-Möllbrücke) \| Üst Kolbnitz 2 (ehemals Bf. Mühldorf-Möllbrücke) \| \| \| 69,360 \| Mühldorf-Möllbrücke \| Mühldorf-Möllbrücke \| \| \| 69,428 \| Mühldorf-Möllbrücke \| Mühldorf-Möllbrücke \| \| \| 72,904 \| Pusarnitz \| Pusarnitz \| \| \| 74,000 \| Pusarnitz-Süd \| Pusarnitz-Süd \| \| \| 74,394 \| Abzweigweiche Str 407 01 \| Abzweigweiche Str 407 01 \| \| \| \| Drautalbahn von San Candido/Innichen \| \| \| \| 80,897 \| Spittal-Millstättersee \| Spittal-Millstättersee \| \| \| \| Drautalbahn nach Villach und Maribor \| \| \| zweigleisige Strecke \| \| \| \| | |                                                        |                                                        |
| Strecke | | Salzburg-Tiroler-Bahn von Salzburg                     | Salzburg-Tiroler-Bahn von Salzburg                     |
| Bahnhof | 0,000 | Schwarzach-St. Veit                                    | Schwarzach-St. Veit                                    |
| Abzweig geradeaus und nach rechts | | Salzburg-Tiroler-Bahn nach Wörgl                       | Salzburg-Tiroler-Bahn nach Wörgl                       |
| Verschwenkung von links · Verschwenkung von rechts (Strecke außer Betrieb) | |                                                        |                                                        |
| Tunnel · Tunnel (Strecke außer Betrieb) | 1,840 | Untersberg-Tunnel (270 m/179 m)                        | Untersberg-Tunnel (270 m/179 m)                        |
| Tunnel · Strecke (außer Betrieb) | 2,556 | Birgl-Tunnel (960 m)                                   | Birgl-Tunnel (960 m)                                   |
| Tunnel · Tunnel (Strecke außer Betrieb) | 4,273 | Kenlach-Tunnel (314 m/99 m)                            | Kenlach-Tunnel (314 m/99 m)                            |
| Verschwenkung nach links · Verschwenkung nach rechts (Strecke außer Betrieb) | |                                                        |                                                        |
| Dienststation / Betriebs- oder Güterbahnhof | 5,431 | Loifarn (seit 2006 kein PV)                            | Loifarn (seit 2006 kein PV)                            |
| Blockstelle | 6,800 | Loifarn-Süd                                            | Loifarn-Süd                                            |
| Kilometer-Wechsel | 7,1037,422 | Fehlerprofil (-319 m)                                  | Fehlerprofil (-319 m)                                  |
| Tunnel | 7,416 | Unterer Klamm-Tunnel (739,38 m)                        | Unterer Klamm-Tunnel (739,38 m)                        |
| Tunnel | 8,200 | Oberer Klamm-Tunnel (744,01 m)                         | Oberer Klamm-Tunnel (744,01 m)                         |
| Blockstelle | 9,2929,337 | Abzw Loifarn 1 (Fehlerprofil (-45 m))                  | Abzw Loifarn 1 (Fehlerprofil (-45 m))                  |
| ehemaliger Haltepunkt / Haltestelle | | Klammstein (01.06.1991 aufgelassen)                    | Klammstein (01.06.1991 aufgelassen)                    |
| Brücke über Wasserlauf | | Gasteiner Ache                                         | Gasteiner Ache                                         |
| Bahnhof | 14,313 | Dorfgastein                                            | Dorfgastein                                            |
| Bahnhof | 19,281 | Bad Hofgastein                                         | Bad Hofgastein                                         |
| ehemaliger Haltepunkt / Haltestelle | 22,360 | Bad Hofgastein-Haltestelle                             | Bad Hofgastein-Haltestelle                             |
| Blockstelle | 22,570 | Abzw Bad Hofgastein 1                                  | Abzw Bad Hofgastein 1                                  |
| Brücke | | Steinbach-Viadukt (110 m)                              | Steinbach-Viadukt (110 m)                              |
| Brücke | | Pyrker-Viadukt (77 m)                                  | Pyrker-Viadukt (77 m)                                  |
| Brücke | | Weitmoser-Viadukt (94 m)                               | Weitmoser-Viadukt (94 m)                               |
| Brücke | | Hundsdorfer-Viadukt (101 m)                            | Hundsdorfer-Viadukt (101 m)                            |
| Brücke | | Schlossbach-Viadukt (53 m)                             | Schlossbach-Viadukt (53 m)                             |
| Verschwenkung von links · Verschwenkung von rechts (Strecke außer Betrieb) | 25,065 | Abzw Bad Hofgastein 2                                  | Abzw Bad Hofgastein 2                                  |
| | |                                                        |                                                        |
| Brücke über Wasserlauf · Brücke über Wasserlauf (Strecke außer Betrieb) | 25,132 | Angerschluchtbrücke Neue Brücke (138 m)                | Angerschluchtbrücke Neue Brücke (138 m)                |
| | |                                                        |                                                        |
| Verschwenkung nach links · Verschwenkung nach rechts (Strecke außer Betrieb) | |                                                        |                                                        |
| Dienststation / Betriebs- oder Güterbahnhof | 25,390 | Angertal (seit 2006 kein PV)                           | Angertal (seit 2006 kein PV)                           |
| Blockstelle | 27,767 | Abzw Bad Hofgastein 4                                  | Abzw Bad Hofgastein 4                                  |
| Kilometer-Wechsel | 27,84027,900 | Fehlerprofil (-60 m)                                   | Fehlerprofil (-60 m)                                   |
| Bahnhof | 30,078 | Bad Gastein                                            | Bad Gastein                                            |
| Brücke über Wasserlauf | 30,474 | Nassfelder Ache                                        | Nassfelder Ache                                        |
| ehemaliger Haltepunkt / Haltestelle | ~33,1 | Böckstein-Haltestelle (1990 aufgelassen)               | Böckstein-Haltestelle (1990 aufgelassen)               |
| Brücke über Wasserlauf | 33,622 | Anlaufbach                                             | Anlaufbach                                             |
| Verschwenkung nach rechts und ehemals nach links | |                                                        |                                                        |
| Brücke · Brücke (Strecke außer Betrieb) | | Gasteiner Straße (B 167)                               | Gasteiner Straße (B 167)                               |
| Verschwenkung von rechts und ehemals von links | |                                                        |                                                        |
| Bahnhof | 34,183 | Böckstein (Autoverladung )                             | Böckstein (Autoverladung )                             |
| Kilometer-Wechsel | 34,20034,204 | Fehlerprofil (-4 m)                                    | Fehlerprofil (-4 m)                                    |
| Tunnelanfang | 34,816 | Tauerntunnel (8370 m)                                  | 1226 m ü. A.                                           |
| Grenze (im Tunnel) | | Landesgrenze Salzburg / Kärnten                        | Landesgrenze Salzburg / Kärnten                        |
| Tunnelende | 43,187 |                                                        |                                                        |
| ehemaliger Haltepunkt / Haltestelle | | Tauerntunnel (2001 aufgelassen)                        | Tauerntunnel (2001 aufgelassen)                        |
| Blockstelle | 43,347 | Mallnitz-Hintertal                                     | Mallnitz-Hintertal                                     |
| Brücke über Wasserlauf | 43,541 | Seebach                                                | Seebach                                                |
| Blockstelle | 45,110 | Mallnitz-Nord                                          | Mallnitz-Nord                                          |
| | |                                                        |                                                        |
| Bahnhof | 45,932 | Mallnitz-Obervellach (ehem. Mallnitz) (Autoverladung ) | Mallnitz-Obervellach (ehem. Mallnitz) (Autoverladung ) |
| | |                                                        |                                                        |
| Kilometer-Wechsel | 46,00046,862 | Fehlerprofil (-862 m)                                  | Fehlerprofil (-862 m)                                  |
| Strecke von links (außer Betrieb) · Abzweig geradeaus und ehemals nach rechts | |                                                        |                                                        |
| Tunnel (Strecke außer Betrieb) · Strecke | | Dösen-Tunnel (891,19 m)                                | Dösen-Tunnel (891,19 m)                                |
| Strecke (außer Betrieb) · Tunnelanfang | 47,635 | Kaponig-Tunnel (5096 m)                                | Kaponig-Tunnel (5096 m)                                |
| Strecke (außer Betrieb) · Überleitstelle / Spurwechsel (im Tunnel) | 51,738 | Üst Mallnitz-Obervellach 2                             | Üst Mallnitz-Obervellach 2                             |
| Bahnhof (Strecke außer Betrieb) · Strecke (im Tunnel) | 51,767 | Kaponig (ehem. Obervellach; 1999 aufgelassen)          | Kaponig (ehem. Obervellach; 1999 aufgelassen)          |
| Strecke (außer Betrieb) · Tunnelende | 52,731 |                                                        |                                                        |
| Tunnel (Strecke außer Betrieb) · Strecke | | Oberer Kaponig-Tunnel (236,05 m)                       | Oberer Kaponig-Tunnel (236,05 m)                       |
| Strecke nach links (außer Betrieb) · Kreuzung (Querstrecke außer Betrieb) · Strecke von rechts (außer Betrieb) | | Rettungsstollen                                        | Rettungsstollen                                        |
| Tunnel · Strecke (außer Betrieb) | 52,842 | Ochenig-Tunnel (690 m)                                 | Ochenig-Tunnel (690 m)                                 |
| Strecke · Tunnel (Strecke außer Betrieb) | | Unterer Kaponig-Tunnel (789,22 m)                      | Unterer Kaponig-Tunnel (789,22 m)                      |
| Strecke · Tunnel (Strecke außer Betrieb) | | Oberer Lindisch-Tunnel (260 m)                         | Oberer Lindisch-Tunnel (260 m)                         |
| Tunnel · Strecke (außer Betrieb) | 54,537 | Kofelwand Lawinenschutzgalerie I (63 m)                | Kofelwand Lawinenschutzgalerie I (63 m)                |
| Tunnel · Strecke (außer Betrieb) | 54,647 | Kofelwand Lawinenschutzgalerie II (33 m)               | Kofelwand Lawinenschutzgalerie II (33 m)               |
| Brücke · Strecke (außer Betrieb) | 54,861 | Lindischgraben-Brücke (283 m)                          | Lindischgraben-Brücke (283 m)                          |
| Strecke · Tunnel (Strecke außer Betrieb) | | Unterer Lindisch-Tunnel (379 m)                        | Unterer Lindisch-Tunnel (379 m)                        |
| ehemaliger Haltepunkt / Haltestelle · Strecke (außer Betrieb) | 55,819 | Oberfalkenstein (15.12.2019 aufgelassen)               | Oberfalkenstein (15.12.2019 aufgelassen)               |
| Strecke · Tunnel (Strecke außer Betrieb) | | Leutschacher-Tunnel (247 m)                            | Leutschacher-Tunnel (247 m)                            |
| Strecke · Tunnel (Strecke außer Betrieb) | | Falkenstein-Tunnel (67 m)                              | Falkenstein-Tunnel (67 m)                              |
| Strecke · Tunnel (Strecke außer Betrieb) | | Gratschacher Viadukt (69 m)                            | Gratschacher Viadukt (69 m)                            |
| Brücke über Wasserlauf · Strecke (außer Betrieb) | 56,159 | Falkenstein-Brücke (396 m)                             | Falkenstein-Brücke (396 m)                             |
| Strecke · Tunnel (Strecke außer Betrieb) | | Gratschacher-Tunnel (357 m)                            | Gratschacher-Tunnel (357 m)                            |
| Tunnel · Strecke (außer Betrieb) | 56,369 | Gratschacher Lawinenschutzgalerie (98 m)               | Gratschacher Lawinenschutzgalerie (98 m)               |
| Brücke über Wasserlauf · Strecke (außer Betrieb) | 57,495 | Pfaffenberg-Zwenberg-Brücke (377 m)                    | Pfaffenberg-Zwenberg-Brücke (377 m)                    |
| Strecke · Tunnel (Strecke außer Betrieb) | | Pfaffenberg-Tunnel (499 m)                             | Pfaffenberg-Tunnel (499 m)                             |
| Strecke · Tunnel (Strecke außer Betrieb) | | Zwenberg-Tunnel (391 m)                                | Zwenberg-Tunnel (391 m)                                |
| Abzweig geradeaus und ehemals von links · Strecke nach rechts (außer Betrieb) | |                                                        |                                                        |
| Kilometer-Wechsel | 57,94258,300 | Fehlerprofil (-358 m)                                  | Fehlerprofil (-358 m)                                  |
| Dienststation / Betriebs- oder Güterbahnhof | 58,417 | Penk (seit 15.12.2019 kein PV)                         | Penk (seit 15.12.2019 kein PV)                         |
| Brücke über Wasserlauf | 59,623 | Mölltheuergrabenbrücke (94 m)                          | Mölltheuergrabenbrücke (94 m)                          |
| Brücke über Wasserlauf | 60,236 | Litzelsdorfergrabenbrücke (185 m)                      | Litzelsdorfergrabenbrücke (185 m)                      |
| Brücke über Wasserlauf | 62,752 | Rieckenbach-Brücke (190 m)                             | Rieckenbach-Brücke (190 m)                             |
| Bahnhof | 64,790 | Kolbnitz                                               | Kolbnitz                                               |
| Überleitstelle / Spurwechsel | 69,124 | Üst Kolbnitz 2 (ehemals Bf. Mühldorf-Möllbrücke)       | Üst Kolbnitz 2 (ehemals Bf. Mühldorf-Möllbrücke)       |
| Haltepunkt / Haltestelle | 69,360 | Mühldorf-Möllbrücke                                    | Mühldorf-Möllbrücke                                    |
| ehemaliger Bahnhof | 69,428 | Mühldorf-Möllbrücke                                    | Mühldorf-Möllbrücke                                    |
| Bahnhof | 72,904 | Pusarnitz                                              | Pusarnitz                                              |
| Blockstelle | 74,000 | Pusarnitz-Süd                                          | Pusarnitz-Süd                                          |
| Abzweig geradeaus und von rechts | 74,394 | Abzweigweiche Str 407 01                               | Abzweigweiche Str 407 01                               |
| Strecke | | Drautalbahn von San Candido/Innichen                   | Drautalbahn von San Candido/Innichen                   |
| Bahnhof | 80,897 | Spittal-Millstättersee                                 | Spittal-Millstättersee                                 |
| Strecke | | Drautalbahn nach Villach und Maribor                   | Drautalbahn nach Villach und Maribor                   |
| zweigleisige Strecke | |                                                        |                                                        |

Die Tauernbahn verläuft zwischen Schwarzach-St. Veit im Bundesland Salzburg und Spittal-Millstättersee in Kärnten. Sie ist Bestandteil einer der wichtigsten Nord-Süd-Magistralen Europas und dient auch der touristischen Erschließung des Gasteinertals.
Diese klassische Gebirgsbahn ist 79 km lang und überwindet die Hohen Tauern mit einer maximalen Streckenneigung von 25 Promille. Der Gebirgskamm wird im 8371 Meter langen Tauerntunnel durchquert.

## Geschichte

### Planung und Bau
Der Bau war Teil eines großen Investitionsvorhabens Österreichs, das dem Reichsrat von der k.k. Regierung unter dem politischen Begriff „Neue Alpenbahnen“ vorgelegt wurde und die Nutzung des Haupthandelshafens Triest erleichtern sollte. Vier wichtige Bahnverbindungen sollten dazu fast gleichzeitig errichtet werden: die Tauernbahn, die Karawankenbahn und die Wocheiner Bahn, die gemeinsam eine neue Verbindung zwischen Salzburg und Triest ermöglichen sollten sowie ergänzend die Pyhrnbahn.

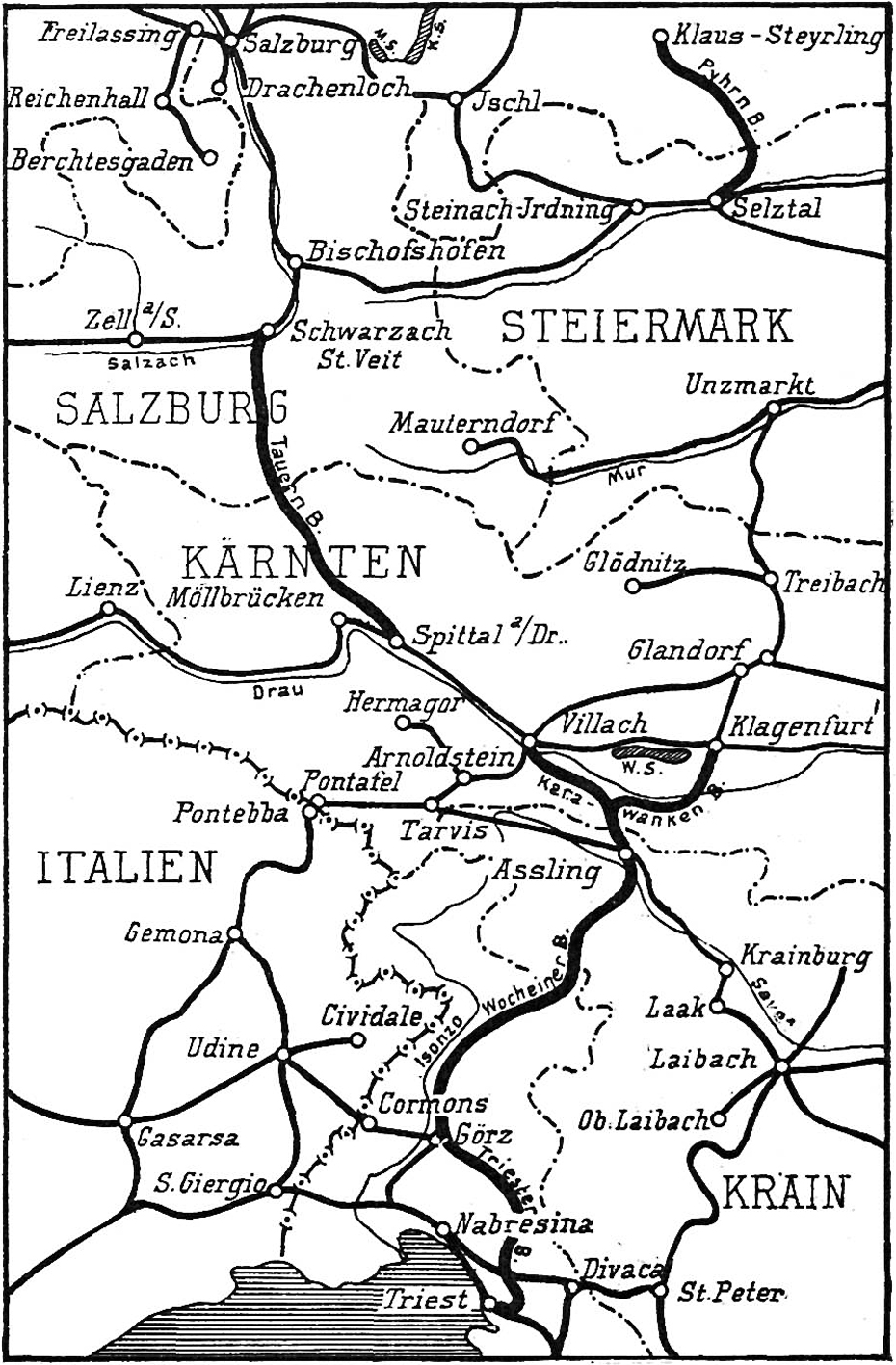
Lageplan der Tauernbahn, 1921

Brücke bei Böckstein, ca. 1908

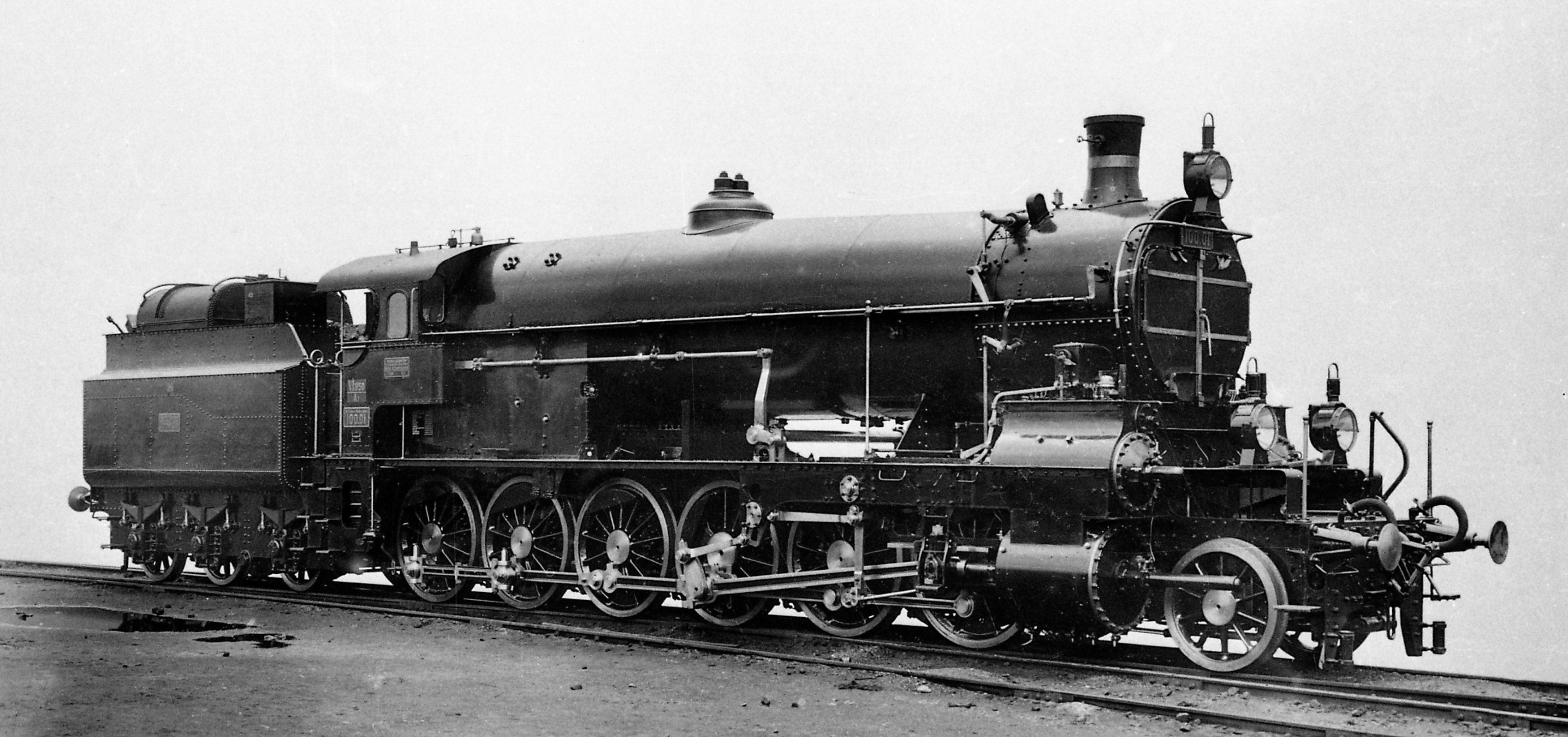
Für den Einsatz im Tauerntunnel wurden Lokomotiven wie die kkStB-Reihe 100 mit Ölfeuerung ausgestattet.

Mit dem Bau der Tauernbahn war die (mit einer Wegersparnis von über 200 km verbundene) direkte Anbindung Triests an den industrialisierten Norden der Habsburgermonarchie, vor allem Böhmens, ohne den Umweg über Wien geplant: Damit sollte das bis dahin bestehende Monopol der privaten Südbahn zur Bedienung Triests von Wien aus beseitigt werden. Gleichzeitig sollten die veralteten Hafenanlagen von Triest zeitgemäß ausgebaut werden.
Die Bauplanung und -leitung der Tauernbahn oblag Ingenieur Carl Wurmb, seit 1901 Eisenbahnbaudirektor im k.k. Eisenbahnministerium. Ihm zu Ehren wurde 1913 in Salzburg ein Denkmal errichtet und eine Straße beim Hauptbahnhof Karl-Wurmb-Straße benannt. In Wien besteht seit 1910 nahe dem Bahnhof Wien Meidling der Südbahn eine Wurmbstraße.
Der Bau der Tauernbahn (Spatenstich: 24. Juni 1901) begann mit der Auffahrung des Sohlstollens auf der Nordseite des Tauerntunnels im Juli 1901 und des Sohlstollens auf der Südseite im Oktober desselben Jahres. Der Bau der Nordrampe selbst von Schwarzach-St. Veit bis Badgastein wurde im Jahre 1902 der Union-Baugesellschaft in Wien zugeschlagen. Der Betrieb auf dieser Strecke wurde am 20. September 1905 eröffnet.
Die Ausführung des restlichen Teils der Nordrampe sowie des ganzen Tauerntunnels und der Südrampe bis zum unteren Kaponigtunnel, km 52,5, übernahm die Bauunternehmung Brüder Redlich & Berger, Wien, am 2. Dezember 1905. Der restliche Teil der Südrampe bis zur Station Spittal a.d. Drau wurde von dem Bauunternehmer Wilhelm Carl von Doderer, Wien, ab dem Sommer 1906 errichtet. Die Betriebseröffnung der Strecke Badgastein–Spittal a.d. Drau erfolgte am 5. Juli 1909 in Anwesenheit von Kaiser Franz Joseph I.

### Entwicklung und Vorfälle ab 1933
Die Elektrifizierung der Strecke erfolgte 1933–1935. Bis dahin musste der Tauerntunnel künstlich belüftet werden. Im Tauerntunnel war die Strecke seit Beginn zweigleisig angelegt, ansonsten nur eingleisig ausgebaut.
Eine Besonderheit war der Bahnhof Obervellach, 365 m über dem Ortskern im Mölltal gelegen. Der Schnellzughalt hatte als Verbindung zum Ort ab 1931 eine eigene Seilbahn. Planungen dazu gab es bereits zu Beginn des Jahrhunderts, zunächst für eine Standseilbahn, der Erste Weltkrieg und die Wirtschaftskrise verzögerten den Bau jedoch. Obervellach erhielt schließlich 1930 die Konzession zum Bau und Betrieb einer Seilbahn für 90 Jahre. 1976 wurde die Seilbahn eingestellt und abgebaut, der Bahnhof Mallnitz wurde in Mallnitz-Obervellach umbenannt und von Obervellach aus eine Buslinie dorthin eingerichtet. Der Bahnhof Obervellach wurde in Kaponig umbenannt und schließlich 1999 aufgelassen.
In der Zwischenkriegszeit gehörte die Strecke in den Zuständigkeitsbereich der Bundesbahndirektion Innsbruck. Nach dem „Anschluss“ Österreichs 1938 firmierte diese kurzfristig als Reichsbahndirektion Innsbruck, bevor sie zum 15. Juli 1938 aufgelöst wurde. Die Strecke wurde der Reichsbahndirektion Villach unterstellt. 1945 wurden die ÖBB wieder gegründet, die Direktionsstruktur aus der Zeit vor 1938 wieder eingerichtet, auch die Bundesbahndirektion Innsbruck.
Vor dem Zweiten Weltkrieg war die Tauernbahn im Fernverkehr vergleichsweise schwach frequentiert gewesen. 1939 verkehrten lediglich zwei Zugpaare von München nach Zagreb, mit Kurswagen an die jugoslawische Adriaküste und nach Belgrad. Ein einzelner Kurswagen lief bis nach Sofia. Nach dem Krieg nahm der Verkehr rasch zu, da die bisherigen Verbindungen nach Südosteuropa über Budapest durch den Eisernen Vorhang erheblich behindert wurden.
1946 wurde die zerstörte Seebachbrücke bei Mühlhof ersetzt.
Am 12. August 1947 fand auf der Südrampe der Tauernbahn nahe Mallnitz ein Bombenanschlag auf einen britischen Militärzug statt. Es wurde vermutet, dass die jüdische Terrororganisation Irgun Tzwa’i Le’umi hinter dem Anschlag steckte, der nur durch viel Glück ohne Tote abging. Ähnliche Anschläge fanden in anderen europäischen Ländern statt.
Bereits 1951 wurde mit dem Tauern-Express die erste hochwertige Verbindung von Ostende nach Jugoslawien eingeführt. Aufgrund der hohen Nachfrage wurde der Tauern-Express bald doppelt geführt und durch weitere Zugpaare wie den Austria-Express oder den Jugoslavia-Express ergänzt. Mit dem zunehmenden Gastarbeiterverkehr zwischen Mitteleuropa und dem Balkan kamen weitere Züge wie der Istanbul-Express und der Hellas-Express auf die Tauernbahn und sorgten für eine hohe Streckenauslastung. Mit den Jugoslawienkriegen ab 1991 brach der internationale Fernverkehr, der bereits seit einigen Jahren zugunsten von Flugzeug und Straße Marktanteile verloren hatte, weitgehend zusammen und hat sich seitdem nicht wieder bis zum Vorkriegsniveau entwickelt.
Ein etwa 100 Jahre alter Lokschuppen aus Ziegeln und Holzfachwerk am Bahnhof Böckstein wurde 2013/2014 abgebaut und wanderte ins Salzburger Freilichtmuseum.
Mitte November 2019 kam es nach starkem Regen zu Murenabgängen und Hangrutschungen bis auf die Gleise. Zehn Tage war der Streckenabschnitt Obervellach–Mallnitz (und damit die Verbindung Spittal/Millstätter See – Bad Hofgastein) gesperrt, bevor nach Räumung wieder ein Gleis freigegeben werden konnte. Hangsicherungen, Lawinenverbauungen, Oberleitungen und Signalanlagen waren beschädigt. Während des eingleisigen Betriebs wurde sechs Wochen mit Unterstützung von Bauzug und Hubschrauber an der Instandsetzung gearbeitet. Am 25. Januar 2020 wurde die Fertigstellung und Wiederaufnahme des zweigleisigen Vollbetriebs in den nächsten Tagen angekündigt.

### Ausbau und Zweigleisigkeit
Da die stark belastete Strecke seit längerer Zeit am Ende ihrer Leistungsfähigkeit angelangt war, erfolgte ab 1969 abschnittsweise der zweigleisige Ausbau, verbunden mit teilweiser Neutrassierung. Insbesondere auf der Südrampe wurden neue, zweigleisige Viadukte gebaut, mit denen die Strecke etwas begradigt wurde und ihre Leistungsfähigkeit gesteigert werden konnte, was allerdings eine etwas größere Neigung zur Folge hatte. Damit konnten auch verschiedene Tunnel und Viadukte, die dringend überholungsbedürftig waren, aufgelassen werden. Die Reste der alten Strecke sind zu einem Großteil beim Befahren der neuen Strecke noch sichtbar. Zwischen Dösen und Kaponig ist die Alttrasse auch noch überwiegend begehbar. Ende 2009 wurde an der Südrampe der letzte Abschnitt Kolbnitz–Pusarnitz zweigleisig fertiggestellt, die Südrampe ist nun durchgehend zweigleisig befahrbar.
Die Nordrampe ist bis auf drei Teilstücke ebenfalls zweigleisig. Die teilweise aufgelassene alte Trasse zwischen Schwarzach und Loifarn ist dabei mitunter begehbar und in ihrem Gesamtverlauf gut zu erkennen. In einem der Teilstücke wurde der Rohbau für eine neue, zweigleisige Angerschluchtbrücke im Sommer 2008 fertiggestellt. Danach ruhten die Arbeiten jedoch auf Grund eines Einspruchs gegen die nachträglich durchgeführte Umweltverträglichkeitsprüfung. Für den Betrieb wurde weiterhin die alte Stahlkonstruktion verwendet und erhalten. Sieben Jahre später, im Herbst 2015 wurde die UVP mit einem positiven Bescheid abgeschlossen. Nach Abschlussarbeiten mit etwa 7 Millionen Euro Kosten erfolgte die Inbetriebnahme am 25. April 2016, als gegen 17:30 Uhr EC 115 „Wörthersee“ die neue Brücke als erster Zug befuhr. Die alte Brücke steht weiterhin unter Denkmalschutz (Listeneintrag).
Vom 18. November 2024 bis zum 13. Juli 2025 war die Bahnstrecke gesperrt, da der Tauerntunnel saniert wurde. Gleichzeitig wurden bei einer Sperrung zwischen Bad Gastein und Mallnitz-Obervellach die Bahnanlagen im Gasteinertal auf großen Abschnitten erneuert.

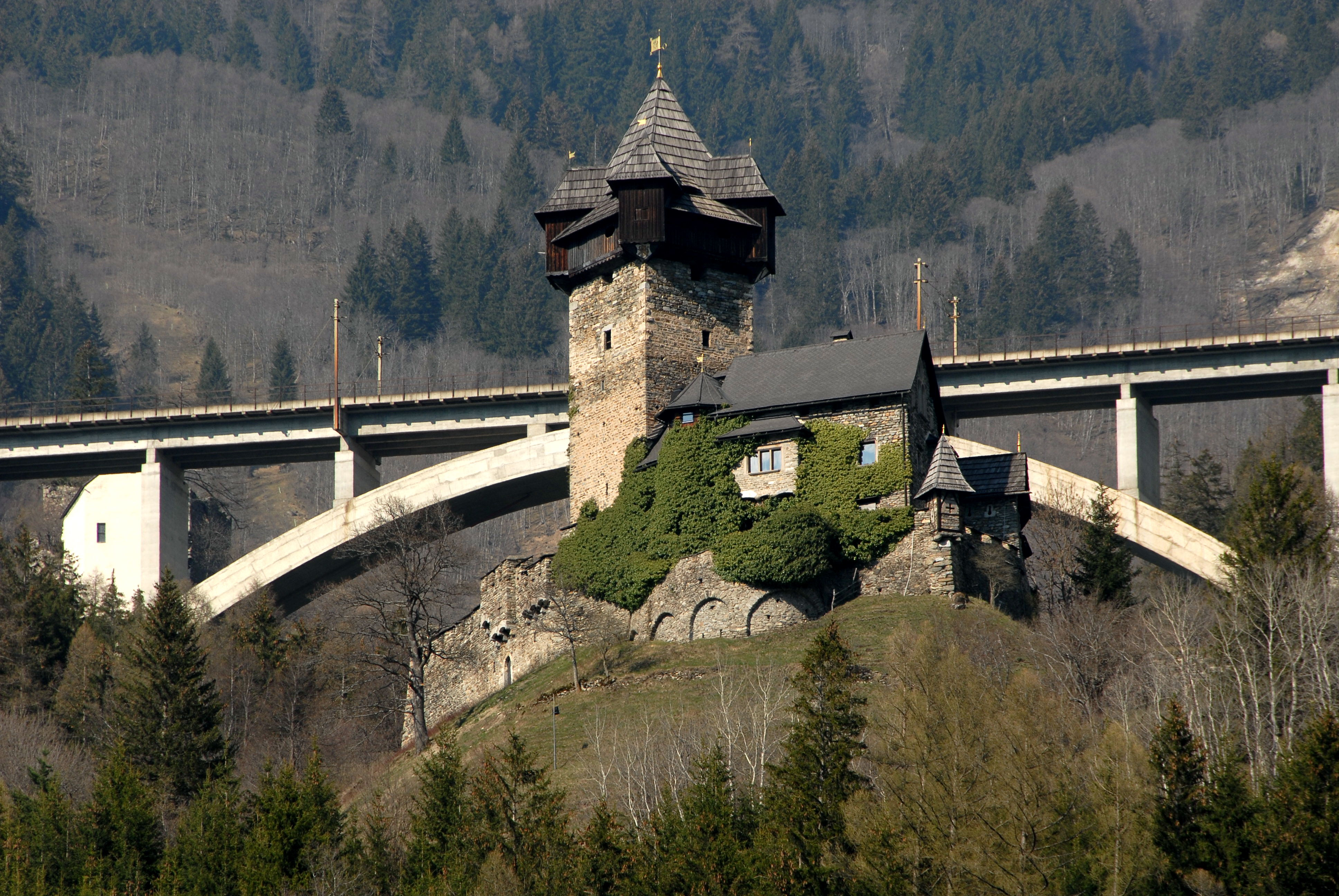
Falkensteinbrücke
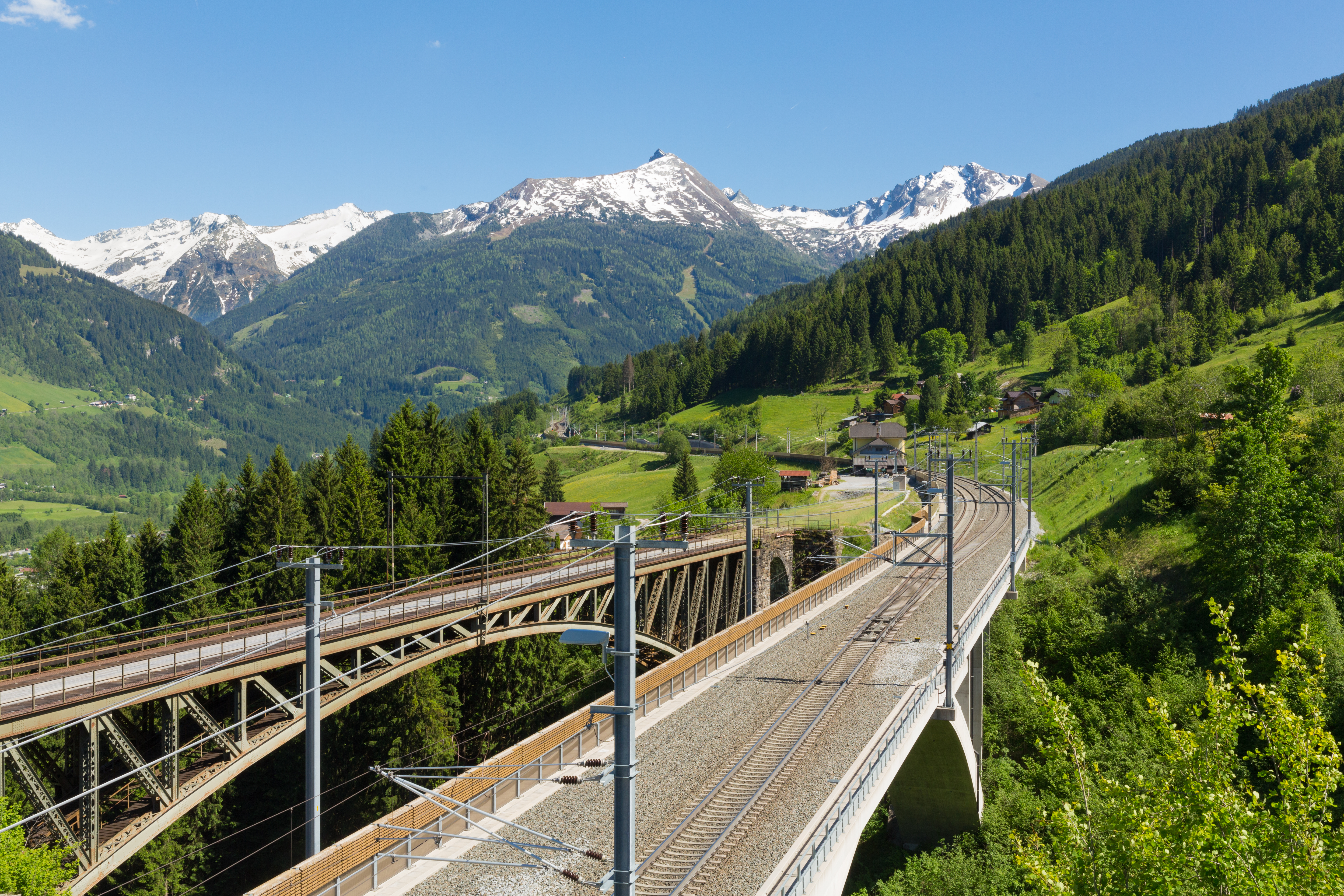
Alte und neue Angerschluchtbrücke (2017)
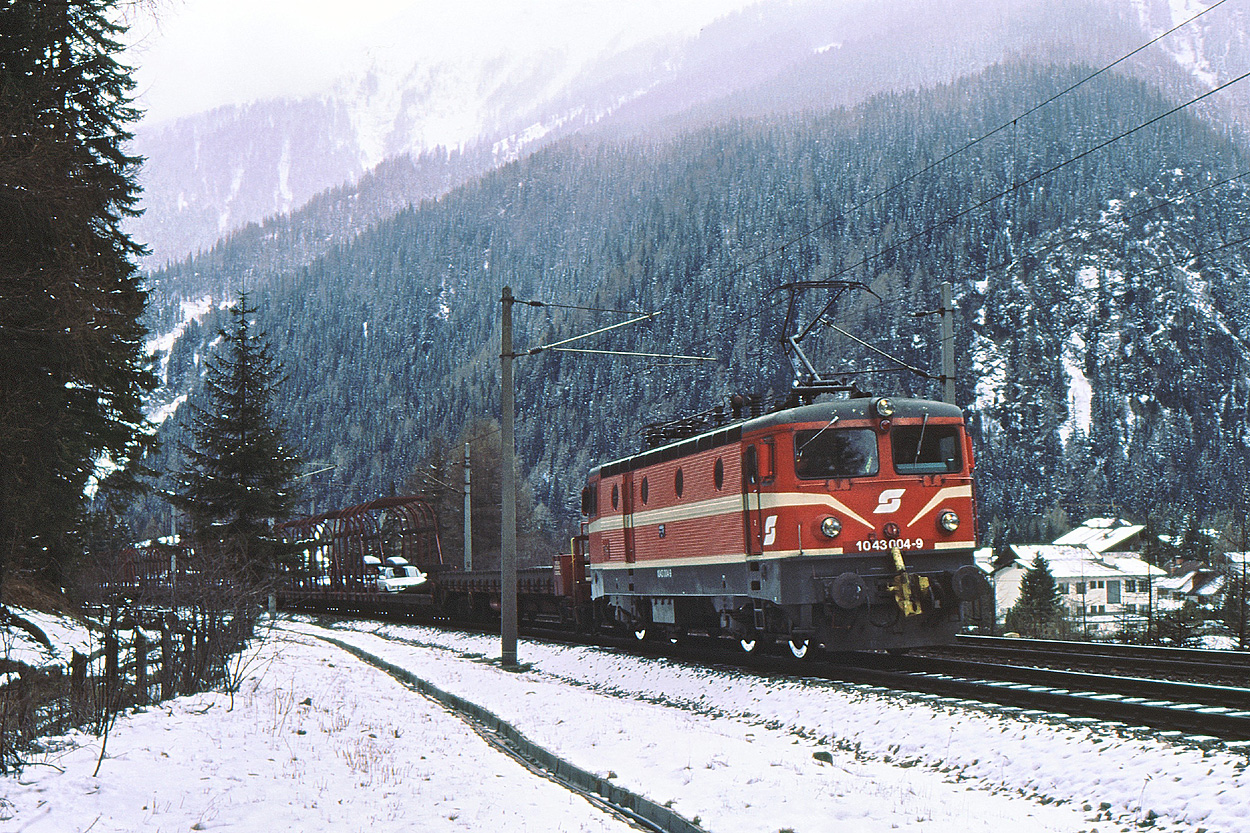
Zug der Autoschleuse mit Lok der Reihe 1043 bei Mallnitz (1998)

## Streckenführung

### Nordrampe Schwarzach-St.Veit – Böckstein
Die Bahnstrecke beginnt bereits im Ausgangsbahnhof Schwarzach-St.Veit mit der nördlichen Rampenstrecke, die dem Aufstieg aus dem Salzachtal an dessen südlicher Talflanke bis zum Talboden des Gasteinertals bei Klammstein dient, wobei hier etwa 200 Höhenmeter überwunden werden. Dabei klettert die Tauernbahn über und etwa parallel zu der an der Salzach trassierten Giselabahn am ehemaligen Bahnhof Loifarn vorbei zum Nordportal des Unteren Klammtunnels hinauf. Bei Birgl kam es im Rahmen des zweigleisigen Ausbaus in diesem Streckenabschnitt zu einer Neutrassierung.
Die nun folgende unwegsame Schlucht der Gasteiner Ache, Gasteiner Klamm mit dem Klammpass, wird insgesamt eingleisig auf dem Klamm-Viadukt zwischen zwei Tunnels bewältigt und bei der ehemaligen Haltestelle Klammstein der Talboden erreicht. Südwärts geht es nun über Dorfgastein bis zum Bahnhof Bad Hofgastein unspektakulär relativ flach im Gasteinertal unmittelbar die Gasteiner Ache entlang. Ab letztgenanntem Bahnhof, nördlich fernab der Ortschaft gelegen, steigt die Tauernbahn neuerlich an, indem sie den westlichen Talhang nutzt, um die etwa 250 m Höhenunterschied bis Bad Gastein in Angriff zu nehmen. Bei der ehemaligen Haltestelle Bad Hofgastein, wo der zweigleisige Ausbau von Norden vorerst endet, kommt die Bahnstrecke dem deutlich tiefer gelegenen Touristenort am nächsten. Bis zum tief eingeschnittenen Angertal werden nun mehrere herabziehende Seitengräben mittels ansprechender Steinviadukte übersetzt.
Die Angerschluchtbrücke wurde durch einen zweigleisigen Neubau ersetzt, blieb aber aus Gründen des Denkmalschutzes erhalten. Südlich davon, nach Passieren des ehemaligen Bahnhofs Angertal, geht es an den steilen, bewaldeten Lehnen des Stubnerkogels bis zum Bahnhof Bad Gastein im schmalen Talboden. Bereits am Südkopf des Bahnhofs steigt die Trasse wieder steil zur Ostflanke des sich weiter verengenden Tals an und wechselt in Hanglage über dem Ort Böckstein ins Anlauftal, dem es kurz bis zur Bahnhofsanlage Böckstein, etwa 100 Höhenmeter über Bad Gastein Bahnhof, folgt. Es folgt der Tauerntunnel am Streckenscheitel ins Seebachtal.

### Südrampe Mallnitz – Spittal-Millstättersee

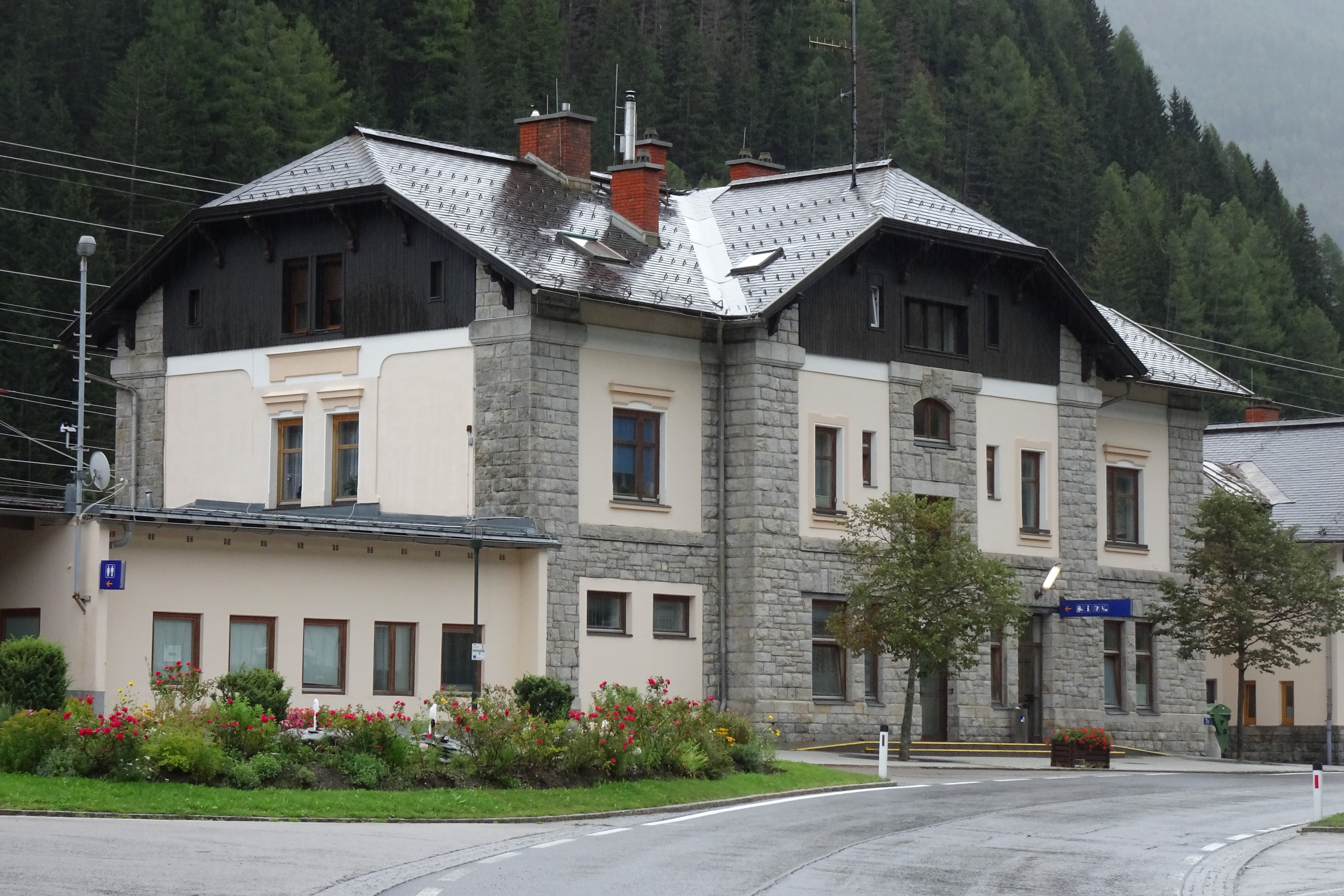
Aufnahmsgebäude des Bahnhofs Mallnitz-Obervellach

Das Südportal des Tauerntunnels mit der heute aufgelassenen gleichnamigen Haltestelle mündet ins Seebachtal, dem die Tauernbahn an dessen östlichem Talflankenfuss, vorbei am Ort Mallnitz, bis zum südlich davon gelegenen Bahnhof Mallnitz-Obervellach folgt. Hier beginnt nun der Abstieg ins Mölltal: Die ursprüngliche Linienführung hielt sich dabei an die steile östliche Talflanke des tief eingegrabenen Mallnitzbachs, indem sie zunächst im Dösentunnel einen Bergsporn zum Graben des Dösenbachs durchstiess und nach dessen Überbrückung in offener Hangbauweise hoch über Obervellach ins Mölltal zum ehemaligen Bahnhof Kaponig (früher Obervellach genannt und durch eine Seilbahn mit dem Ortszentrum verbunden) abfiel.
Durch die Neutrassierung wurde dieser Abschnitt völlig im rund 5 Kilometer langen Kaponig-Tunnel in den Berg verlegt und fädelt erst südlich des ehemaligen Bahnhofs Kaponig wieder in die (ausgebaute) Bestandsstrecke ein. Die Alttrasse ist bis auf den Dösentunnel weiter gut begehbar.
Nach dem ehemaligen Bahnhof Kaponig fuhr die ursprüngliche Streckenführung den seitlichen Kaponigbachgraben schleifenartig aus, um dessen Querung technisch einfacher zu gestalten. Weiter südostwärts geht es dann nach Einfädelung der Neutrassierung an der Berglehne entlang, wobei die ursprünglich ausgefahrenen Seitengräben (Lindischgraben, Gratschacher Viadukt, Pfaffenberg-Zwenberg-Brücke) im Laufe des zweispurigen Ausbaus mit 3 spektakulären Spannbetonbrücken gequert wurden. In weiterer Folge wird der Danielsberg hinterfahren und schließlich, weiter absteigend, bei Pusarnitz das Drautal erreicht. Bei Lendorf fädelt die Tauernbahn in die Drautalbahn aus Osttirol ein und gelangt nun am nördlichen Talflankenfuss des Drautals in den Bahnhof Spittal-Millstätter See.

## Personenverkehr
Die Tauernbahn wird im ÖBB-Kursbuch bzw. als Fahrplanbild mit der Nummer 220 geführt. Auf der Strecke gibt es einen 2-Stunden-Fernverkehrs-Takt Klagenfurt–Villach–Spittal–Bischofshofen–Salzburg. Seit dem Fahrplanjahr 2016/2017 wird die Verbindung zum Teil als Railjet geführt, mittlerweile überwiegend. Morgens und abends verkehrt auf der Südrampe je ein Regionalzug-Paar zwischen Spittal-Millstätter See und Mallnitz-Obervellach. Auf der Nordrampe gibt es seit Dezember 2020 keinen planmäßigen Regionalverkehr mehr. Unter anderem verkehrt auf der Strecke auch der EC 112/113 „Blauer Enzian“ von Frankfurt (Main) Hbf über Stuttgart, München und Salzburg nach Klagenfurt und zurück.
NJ 237 verkehrt von Wien (seit 2021/22 auch von Stuttgart – Augsburg – München) via Salzburg über die Tauernbahn nach Villach und weiter nach Venezia Santa Lucia. Dieser Zug führt ab Salzburg Kurswagen via Ljubljana nach Zagreb bzw. Rijeka. Weiters verkehrt NJ 295 von München über Florenz nach Rom mit Kurswagen nach Mailand auf der Tauernbahn.

## Autoverladung im Tauerntunnel
Zwischen Böckstein und Mallnitz besteht bereits seit 1920 die Möglichkeit der Autoverladung. Diese als Tauernschleuse bezeichnete Verbindung ist neben der Großglockner-Hochalpenstraße und dem Felbertauerntunnel die dritte für PKW geeignete Querung des Alpenhauptkammes zwischen Brennerpass und Tauernautobahn. Die Verladung ist zwischen 5:50 Uhr ab Mallnitz und 23:20 Uhr ab Böckstein möglich, die Züge verkehren stündlich pro Richtung.